# گروه بربری
بِربِری (به انگلیسی: Burberry) یا گروه بربری شرکت کالای لوکس و خانه مد بریتانیایی است، که در زمینه طراحی، تولید و توزیع پوشاک، لوازم آرایشی، عینک‌های آفتابی، لوازم جانبی، عطر و ترکیبات معطر فعالیت می‌کند.
شرکت بربری در سال ۱۸۵۶ توسط توماس بربری و در شهر باسینگستوک تأسیس شد. این شرکت در حال حاضر علاوه بر طراحی و تولید کالا، مالک شبکه‌ای از ۴۹۷ بوتیک و شعبه فروش در ۵۰ کشور جهان است.
در سال ۲۰۱۳ برند بربری از سوی اینتربرند در رتبه ۷۷ از باارزش‌ترین نام‌های تجاری جهان شناخته شد. بخشی از سهام شرکت بربری در بازار بورس لندن مبادله می‌شود.

## تاریخچه
توماس بربری زاده ۲۷ اوت ۱۸۳۵ در دهکده بروکهام گرین در نزدیکی شهر لندن بود. او بعد از گذراندن دوران نوجوانی در یک خیاطی کوچک در سال ۱۸۵۶ یک فروشگاه لباس در بیسینگ استاک/ همشایر باز کرد.
توماس در سال ۱۸۸۰ پارچه جدید و ضدآب گاباردین را ابداع نمود. لوگو برند بربری در سال ۱۹۰۴ به ثبت رسید.
از ایده‌های محبوب برند بربری، طراحی کت‌های بارانی با نام Tielocken در سال ۱۹۱۲ بود. با آغاز جنگ توماس سفارش طراحی کتی مناسب برای میدان جنگ گرفت، که سرآغاز خلق ترنچ کت شد.
توماس بربری در سال ۱۹۲۰ درگذشت. بعد از فوت او، فروشگاه‌های بزرگ یونیورسال در سال ۱۹۵۵ نام تجاری بربری را خرید. ریکاردو تیشی اکنون مدیریت خلاقیت این برند را داراست.

## نگارخانه

آرم قدیمی Burberry
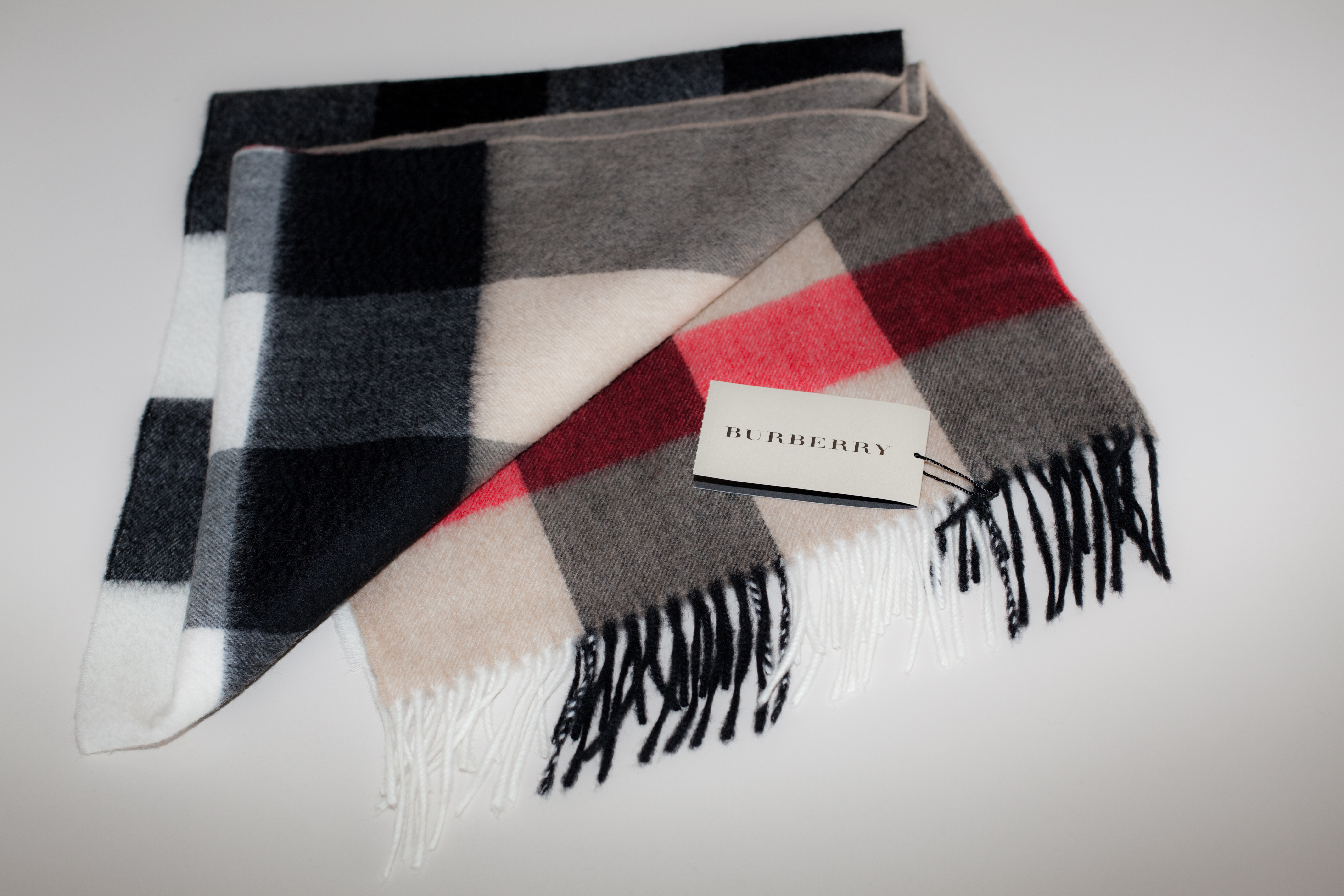
روسری دوخته‌شده توسط بربری
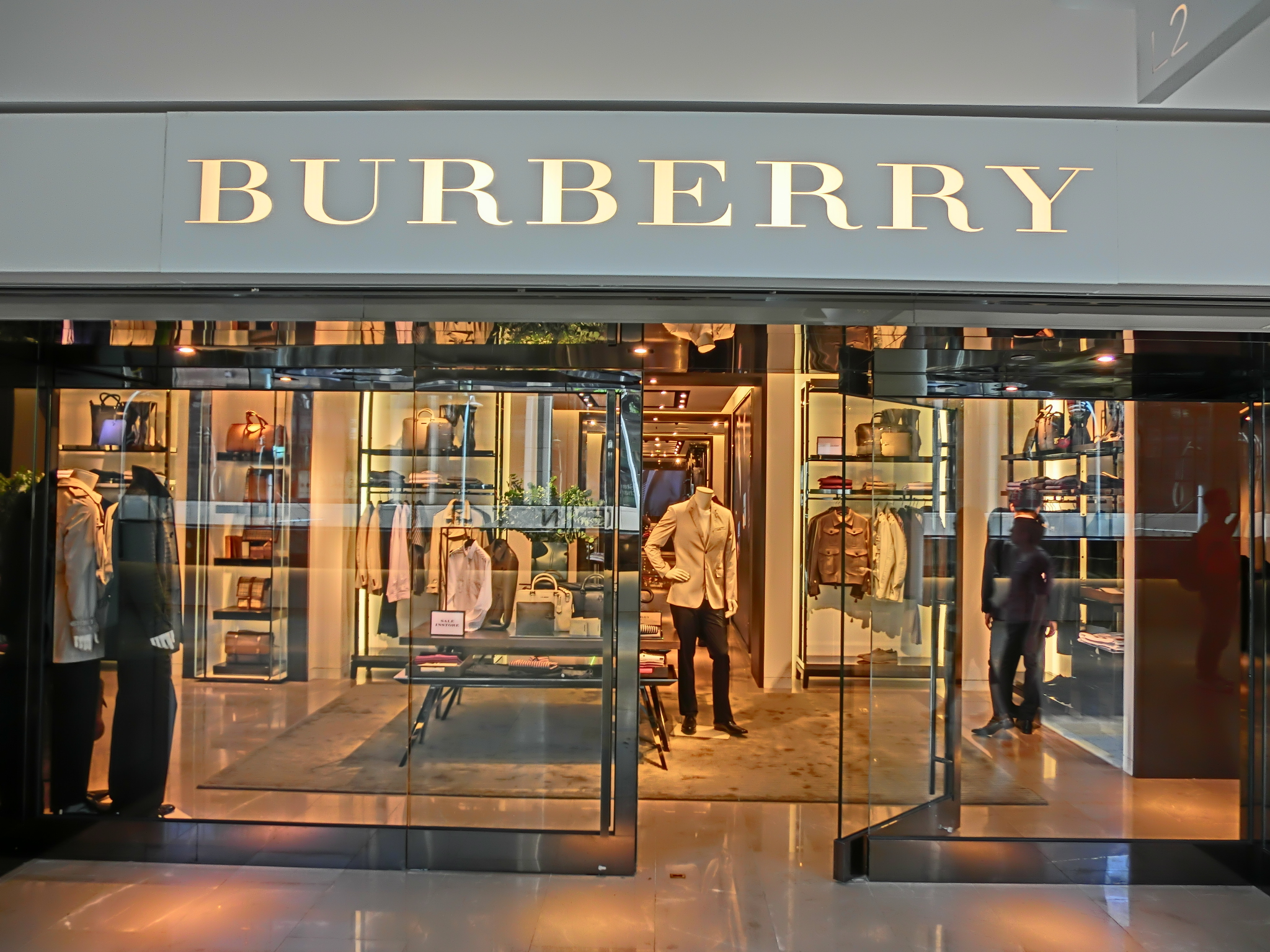
شعبه‌ای از فروشگاه‌های بربری در هنگ کنگ